# (22222) Hodios
(22222) Hodios (3156 T-2) – planetoida z grupy trojańczyków okrążająca Słońce w ciągu 11,55 lat w średniej odległości 5,11 j.a. Odkryta 30 września 1973 roku.